# Kanazi (Niger)
Kanazi ist ein Dorf in der Landgemeinde Karma in Niger.

## Geographie
Das von einem traditionellen Ortsvorsteher (chef traditionnel) geleitete Dorf liegt auf einer Insel im Fluss Niger vor der nigrischen Hauptstadt Niamey. Es befindet sich rund 18 Kilometer südöstlich des Hauptorts Karma der gleichnamigen Landgemeinde, die zum Departement Kollo in der Region Tillabéri gehört. Zu den Siedlungen in der näheren Umgebung von Kanazi zählen Boubon und Gorou Banda am linken Flussufer sowie Saga Fondo und Sarando Ganda am rechten Flussufer.
Kanazi ist Teil der Übergangszone zwischen Sahel und Sudan. Die durchschnittliche jährliche Niederschlagshöhe beträgt hier zwischen 400 und 500 mm.

## Geschichte
Der Ortsname kommt aus der Sprache Zarma und bedeutet „guter Ort zum Schwimmen“.
Der in Marseille ansässige Verein Association Raoul Kanazi wurde 1994 mit dem Ziel gegründet, an der harmonischen Entwicklung des Dorfes teilzuhaben. Bei der Flutkatastrophe von 2010 gehörte Kanazi zu den am schwersten getroffenen Orten in der Gemeinde Karma, in der innerhalb weniger Tage insgesamt 1436 Hektar landwirtschaftliche Nutzflächen überschwemmt wurden.

## Bevölkerung
Bei der Volkszählung 2012 hatte Kanazi 382 Einwohner, die in 56 Haushalten lebten. Bei der Volkszählung 2001 betrug die Einwohnerzahl 333 in 42 Haushalten.

## Wirtschaft und Infrastruktur
Die Bevölkerung betreibt Fischerei und baut Gemüse an. Es gibt eine Schule im Dorf.